# František Skřivan
František Benedikt Skřivan (20. března 1807, Krucemburk – 6. prosince 1895, Velké Meziříčí) byl český lékař, působící na Moravě ve Velkém Meziříčí, vlastenec a filantrop.

## Život
Pocházel z rodiny koželužského mistra v Krucemburku, za pražských studií se seznámil se svým krajanem Karlem Havlíčkem Borovským (Krucemburk není daleko od Havlíčkova rodiště), se kterým udržoval kontakty i v pozdější době. Další studia absolvoval ve Vídni a v Padově. Po návratu se usadil ve Velkém Meziříčí a začal zde působit jako panský a městský lékař. Ve městě se aktivně zapojil do místního života, snažil se též o vlasteneckou osvětu (například tím, že půjčoval lidem české knihy). V roce 1842 uspořádal ve Velkém Meziříčí první vlasteneckou akademii na Moravě (šlo zřejmě o tutéž, na které pozdější velkomeziříčský starosta Antonín Kallab zpíval, rovněž poprvé na Moravě, píseň Kde domov můj?, pozdější národní hymnu). Velkomeziříčskou rodačku, Františku Kerschnerovou, vybídl k sesbírání a sepsání lidových pohádek, o kterých se mu svěřila, že je ráda poslouchá. Tyto pohádky pak byly s dopomocí Karla Jaromíra Erbena vydány tiskem. Autorka, která následně přijala literární pseudonym Františka Stránecká (podle nedaleké vsi, Stránecké Zhoři), se pak věnovala literární tvorbě po celý zbytek svého života.
V roce 1862 založil František Skřivan ve Velkém Meziříčí tzv. Hospodářský spolek, který propagoval nové pěstitelské metody. Jedním z účelů tohoto spolku byla snaha ukázat lidem, že se mohou dopracovat k lepšímu životu i za svých stávajících životních podmínek, bez nutnosti radikálních osobních kroků (například bez vystěhovávání do Ameriky za "americkým snem", což bylo v té době mezi velkomeziříčskými poměrně časté řešení a představitelé města se snažili odliv obyvatelstva zastavit). Roku 1866 vojáci při tehdejší prusko-rakouské válce zavlekli do Velkého Meziříčí epidemii cholery. Jednou z jejich obětí se stala i manželka Františka Skřivana, Johana. O dva roky později se městský lékař znovu oženil a z tohoto druhého manželství se narodila dcera. V roce 1888 získal František Skřivan ve Velkém Meziříčí čestné měšťanství.
František Skřivan zemřel v prosinci roku 1895. Pohřben byl na starém velkomeziříčském hřbitově na Moráni. Původně byl pohřben samostatně v sousedství kněžských hrobů za presbytářem hřbitovního kostelíka Nejsvětější Trojice. Až ve 30. letech 20. století byl v rámci téhož hřbitova přenesen do hrobky rodiny Tálských k ostatkům své druhé manželky, která z rodu Tálských pocházela.